# Dangote Fertilizer Plant
La Dangote Fertilizer Plant est une usine nigériane de production d'engrais.

## Histoire
La Dangote Fertilizer Plant est inaugurée le 22 mars 2022 par Dangote en présence des autorités du Nigeria.
L'usine représente une diversification des activités de l'entrepreneur nigérian, qui est par ailleurs présent dans la production de ciment pour la construction dans plusieurs pays africains, dans la logistique et la production de carburant au Nigeria avec des raffineries.

## Caractéristiques

### Usine
La Dangote Fertilizer Plant est construite sur une surface de plus de 500 hectares et se situe dans la zone franche de Lekki (en), à proximité de la mégapole nigériane de Lagos. Cette usine est la deuxième plus grande au monde qui produit des intrants agricoles. 
2,5 milliards de dollars ont été dépensés en coûts de construction, soit 20 % des douze à quatorze milliards déjà dépensés pour la construction d'une raffinerie[pas clair].

### Objectifs de production
Urée, phosphate et potassium sont les intrants nécessaires à la production d'engrais. Ils sont principalement fournis par la Russie et l'Ukraine. Parmi ces entrants, l'usine importe son phosphate depuis le Togo. 
Les objectifs sont d'assurer la sécurité alimentaire au Nigeria et d'exporter l'excédent d'engrais. 
La production de l'usine permettra au Nigeria d'économiser 500 millions de dollars par an d'importation. Avec 70 % de Nigérians travaillant dans le secteur agricole, le Nigeria a un revenu annuel (devises) basé à 90 % sur le pétrole. L'usine a pour objectif de réduire la dépendance du Nigeria au pétrole et de diversifier le mix de revenus du pays.
Cinq milliards de dollars de recette d'exportation sont envisagés chaque année.

### Marché
Les marchés et lieux déroulement de la production de l'usine sont le Nigeria, qui deviendra excédentaire en production d'engrais, les pays alentour et les États-Unis, le Brésil et le Mexique à l'international.